# 失恋記念日
「失恋記念日」（しつれんきねんび）は、1978年10月5日に発売された、石野真子の通算3枚目のシングル。

## 解説
- 作詞は、前作、前々作と同じく阿久悠が手掛け、作曲は、石野のシングルでは初となる穂口雄右が手掛けた。

- 歌手デビューした1978年の締めを飾る本楽曲は、この年の第20回日本レコード大賞で新人賞を受賞した。また、当時は賞レース番組だったフジテレビ系音楽番組『FNS歌謡祭』でも新人賞を受賞し、本楽曲を披露した。なお、この時の映像は同番組内の各年代のヒットソングを映像で振り返るコーナーの1970年代の部分で放送されることがある。

- 2008年3月26日に発売された歌手デビュー30周年記念CD-BOX『Mako Pack -Premium- 30th Anniversary Special Edition』に、シングルEPのA・B面曲が共に最新デジタル・リマスタリング音源で収録された。また、2008年8月20日発売の『石野真子 オリジナル・アルバム・コレクション 30th Anniversary Special BOX』には、山梨鐐平の編曲によるニューバージョン「失恋記念日（2008 re-arrangement）」が収録されている。これは2008年6月16日、ビクタースタジオにおいて30年前のスタッフ（ディレクターとエンジニア）もかけつけて、公開レコーディングという形で収録されたもの。

- 曲の導入部「ノンノンノノン」のところに独特の振り付けがあり、この振り付けについて石野は、「冬はかじかむんですよ指が。（しかも自分の指は）短くて（人差し指や中指が親指に届かず）合わないんです!」と、後年のテレビ番組出演時にコメントしている。なお、上記CD-BOX収録のDVDでは、当時のテレビ番組出演映像を見ることが出来る。

- 妹のいしのようこは、1991年1月放送のフジテレビ系バラエティ番組「志村けんのバカ殿様」において、新年会で出演者が”の”で終わるような歌詞を志村けんにやたらとふることで知られる”しりとり歌合戦”の際に、「ノンノンノノン……のノ!」と歌い、「お姉ちゃんの歌だから」と説明もしていた（なお、当時は石野陽子名義で活動していた）。

## 収録曲
- 両楽曲とも、作詞：阿久悠／作曲・編曲：穂口雄右

1. 失恋記念日 [3:42]
2. 決定的瞬間 [3:15]

## 関連作品
- GOLDEN☆BEST 石野真子
- Mako Pack -Premium- 30th Anniversary Special Edition
- 石野真子 オリジナル・アルバム・コレクション 30th Anniversary Special BOX